# Rick Hansen
Rick Hansen (Port Alberni, 26 augustus 1957) is een gehandicapte atleet. Hij is onderscheiden met de Orde van Canada, Orde van Brits-Columbia en heeft een eredoctoraat. Hij is een activist voor mensen met ruggenmergletsel. Hij is het best bekend om zijn Man in Motion-wereldtournee.

## Vooraf
Rick Hansen werd geboren in Port Alberni, Canada, maar groeide op in Williams Lake.
Op 15-jarige leeftijd had hij alle prijzen gewonnen in vijf verschillende sporten, toen hij verlamd raakte nadat hij van de achterkant van een vrachtwagen werd gegooid. Al vlug leerde hij zijn handicap overwinnen. Hij werkte aan zijn herstel, maakte zijn middelbare school af en werd de eerste student met een fysieke handicap die afstudeerde in de medische wetenschappen aan de Universiteit van Brits-Colombia. Rick Hansen won nationale kampioenschappen met zowel het volleybalteam als ook met het basketbalteam, beiden voor rolstoelhouders. Hij werkte hard om rolstoelkampioen te worden, en tijdens de Paralympische Zomerspelen 1980 won hij een gouden medaille op de 800 meter rolstoelmarathon. In totaal won hij 1 internationale rolstoelmarathonwedstrijd, waaronder drie wereldkampioenschappen. Ook trainde hij het basketbalteam en het volleybalteam van de middelbare school.

## Man in Motion
Rick Hansen kreeg de inspiratie voor zijn enorme prestatie van Terry Fox, die de Marathon of Hope liep (8000 kilometer door Canada) op een kunstbeen om zo geld in te zamelen voor kankeronderzoek.
Op 21 maart 1985 begon hij aan zijn Man in Motion-tournee. Hij begon in Oakridge Mall, Vancouver, en eindigde op 22 mei 1987 in het British Columbian Place Stadium. In die tijd legde hij 40.000 kilometer af door 34 landen van vier continenten, waarbij hij 26 miljoen dollar ophaalde voor ruggenmergonderzoek en de kwaliteit van levensinitiatieven.

In het begin had hij nog niet zoveel publieke aandacht, maar al snel trok hij de aandacht van de internationale media tijdens zijn trektocht. Net als Terry Fox werd ook Rick Hansen door een uitbundige menigte binnengehaald als een nationale held.
De rolstoel en vele andere spullen die met de Man in Motion-tournee te maken hebben, zijn te zien in het sportmuseum van de BC Sports Hall of Fame. Het nummer St. Elmo's Fire (Man in Motion) werd speciaal voor hem geschreven door David Foster en door John Parr gezongen. Het werd de soundtrack voor de film St. Elmo's Fire en stond op 7 september 1985 op nummer 1 van de Billboard Hot 100.

## Fonds en privé
Rick Hansen werd voorzitter en algemeen directeur van het Rick Hansen Fonds, wat al meer dan 178 miljoen dollar had opgeleverd voor programma's en initiatieven met betrekking tot ruggenmergaandoeningen. Hij is voorzitter geweest van twee fondsen om de populatie van de steur en de zalm in Brits Colombia te herstellen en te beschermen.

Hij trouwde met Amanda Reid, zijn voormalige fysiotherapeute. Ze hebben drie dochters: Emma, Alana en Rebecca en wonen in Richmond.

## Prijs en eer
- Nationaal invalide atleet van het jaar (1979)
- Lou Marsh Trofee (1983)
- Vennoot van de Orde van Canada (29 maart 1988)
- Orde van Brits Colombia (1990)
- William Andrew Cecil Bennett Award (Sportpaleis voor Roem, Brits Colombia, en Museum) (1994)
- Eredoctoraat der Letteren, McGill-universiteit (2005)
- Canada's Sportpaleis voor Roem (2006)
- Walk of Fame van Canada (2007)
- Universitair Sportpaleis voor Roem in Brits-Columbia
- Eredoctoraat der Rechten, Universiteit Brits-Columbia
- Eredoctoraat der Letteren, Thompson Rivers universiteit, William Lake Campus (2007)
- Drie openbare scholen zijn naar hem vernoemd:

- Rick Hansen middelbare school, Abbotsford, Brits-Columbia
- Rick Hansen middelbare school, Mississauga, Ontario
- Rick Hansen basisschool, London (Ontario)

In 1986 werd het gebied Sudbury District in Ontario ter ere van de atleet Gebied van Hansen genoemd; voorheen was dit het geografische gebied Stalin (vernoemd naar de Russische leider). Het is binnen het grensgebied van het gemeentebestuur van Killarney.
Tijdens de Wereldtentoonstelling van 1988 (Expo 88) in Australische Brisbane, Queensland, werd hij benoemd tot Commissaris-Generaal van het Canadese paviljoen.

## Boeken
Rick Hansen is de medeschrijver van twee boeken: Het autobiografische Rick Hansen: Man in Motion, geschreven met Jim Taylor (gepubliceerd in 1987, ISBN 0-88894-560-4), en het zelfstandige boek Going the Distance: Seven Steps to Personal Change (Naar de Verte: Zeven Stappen naar Persoonlijke Verandering), geschreven met Dr. Joan Laub (gepubliceerd in 1994, ISBN 1-55054-119-6).